# Arielle, die Meerjungfrau – Wie alles begann
Arielle, die Meerjungfrau – Wie alles begann ist die im August 2008 in den USA auf DVD erschienene Fortsetzung des Films Arielle, die Meerjungfrau aus dem Jahr 1989 und Arielle, die Meerjungfrau 2 – Sehnsucht nach dem Meer aus dem Jahre 2000.
Die Handlung des Films dreht sich um die Geschichte Arielles vor dem ersten Teil der Reihe.

## Handlung
Die Handlung des Films wird von Sebastian der Krabbe wiedergegeben, der zu Beginn die Geschichte von König Triton und seiner Königin Athena erzählt. König Triton, der König von Atlantika, der Stadt der Meermenschen, schenkt seiner geliebten Frau und Mutter seiner sieben Töchter (Attina, Alana, Adella, Aquata, Arista, Andrina und Arielle) eine Spieluhr, die ihr Lied spielt. Als Athena eines Tages tödlich verunglückt, versinkt Triton in tiefer Trauer und Verbitterung. Die Spieluhr, die zurückbleibt, wirft er weit weg. Er erträgt den Klang von Musik nicht länger und verbietet daher Tanz und Gesang im ganzen Königreich.
Zehn Jahre später ist die junge Prinzessin Arielle es leid, Tag für Tag dieselbe Routine zu durchlaufen. Sie sehnt sich nach Veränderungen in ihrem Leben, das ganz ohne Musik völlig glanzlos ist.
Als sie bei einer von ihrem Vater auferlegten Strafe den Fisch Fabius kennenlernt, den sie beim Musizieren beobachtet, ist sie ganz hin und weg. Unterdessen trägt König Triton seinem Berater Sebastian auf, Arielle zu beobachten, da sie in der letzten Zeit besonders rebellisch ist und er nicht den Eindruck hat, dass ihr Kindermädchen Marina Del Rey allein mit ihr fertig wird. Marina gerät außer sich, da sie eigentlich hinter Sebastians Job und einer Beförderung her ist.
In der folgenden Nacht folgt Arielle heimlich Fabius hinter die Seetangwälder und stößt auf einen geheimen Untergrund-Club, in dem Musik gespielt wird. Es stellt sich heraus, dass Sebastian ebenfalls dort singt, und Arielle wird schließlich bei ihnen aufgenommen. Am nächsten Tag erzählt sie ihren Schwestern von dem Club und bringt sie in der Nacht darauf mit sich. Die Mädchen sind fasziniert von der Musik, doch Marina, die ihnen gefolgt ist, verrät sie an den König, der mit seinen Wachen den Club sprengt. Außer sich vor Zorn gebietet er seinen Töchtern, im Palast zu bleiben und lässt Sebastian und seine Band in den Kerker sperren. Marina wird zu Tritons neuer Beraterin ernannt. Arielle erträgt diese Ungerechtigkeit nicht länger und befreit Sebastian, Fabius und die anderen aus dem Kerker. Sie will mit ihnen aus Atlantika fliehen. Sebastian führt sie an einen abgelegenen Ort, wo Arielle die Spieluhr ihres Vaters entdeckt, so wie die Krabbe es geplant hatte. Sie erkennt, dass ihr Vater nur vergessen hat, wie es ist, wenn man glücklich ist, und will ihn mit der Spieluhr daran erinnern.
Im Palast hat Triton inzwischen bemerkt, dass seine Tochter verschwunden ist, und macht sich auf die Suche nach ihr. Marina, die fürchtet, dass Sebastian ihr in ihrer neuen Position gefährlich werden könnte, lässt ihre Zitteraale auf Arielle und ihn los.
Arielle und ihre Freunde machen sich wieder auf den Weg zurück nach Atlantika, werden aber von Marinas Zitteraalen überrascht und müssen flüchten. Die Band, die sich zuvor von ihnen getrennt hatte, eilt der Meerjungfrau zur Hilfe und es sieht aus, als hätten sie gewonnen, als Arielle plötzlich von Marina verletzt wird. Triton erscheint just in dem Augenblick und sieht seine verwundete Tochter und die Spieluhr. Er sieht ein, dass dies nicht das ist, was seine Frau Athena gewollt hätte, und erlässt, nachdem sie nach Atlantika zurückgekehrt sind, ein neues Gesetz:
Musik und Gesang sind wieder erlaubt, und Marina sowie ihr sanftmütiger Handlanger Benjamin (Seekuh) landen im Kerker. Fortan will Triton sich selbst um seine Töchter kümmern und ist sichtlich glücklicher als zuvor. Arielle hat die Musik zurück nach Atlantika gebracht, und alle feiern diesen glücklichen Tag.

## Synchronisation
Die deutschsprachige Synchronisation entstand bei der FFS Film- & Fernseh-Synchron nach einem Dialogbuch von Katrin Fröhlich, die auch die Dialogregie übernahm.
| Rolle                   | Originalsprecher         | Deutsche Sprecher                                    |
| Arielle                 | Jodi Benson              | Anna Carlsson                                        |
| Arielle (Gesang)        | Jodi Benson              | Naomi Van Dooren                                     |
| König Triton            | Jim Cummings             | Jochen Striebeck                                     |
| Alana                   | Jennifer Hale            | Tatjana Pokorny                                      |
| Benjamin                | Jeff Bennett             | Patrick Schröder                                     |
| Sebastian               | Samuel E. Wright         | Ron Williams                                         |
| Marina Del Rey          | Sally Field              | Marina Köhler                                        |
| Fabius                  | Parker Goris             | Maximilian Belle                                     |
| Attina                  | Kari Wahlgren            | Claudia Lössl                                        |
| Aquata                  | Grey DeLisle             | Shandra Schadt                                       |
| Arista                  | Grey DeLisle             | Laura Maire                                          |
| Adella                  | Tara Strong              | Anke Kortemeier                                      |
| Andrina                 | Tara Strong              | Angela Wiederhut                                     |
| Königin Athena          | Lorelei Hill Butters     | Kerstin Heiles                                       |
| Ink Spot (Tintentupf)   | Rob Paulsen              | Hans-Georg Panczak (Sprache) Hans Dierstein (Gesang) |
| Shelbow                 | Jim Cummings             | Erich Ludwig (Sprache) Philipp Weiss (Gesang)        |
| Swifty                  | Rob Paulsen              | Benedikt Weber                                       |
| Cheeks (Bäckchen)       | Kevin Michael Richardson | Thomas Albus (Sprache) Wulf Dierstein (Gesang)       |
| Ray-Ray (Jochen Rochen) | Kevin Michael Richardson | Donald Arthur (Sprache) Alexander Samimi (Gesang)    |

## Lieder
Die Lieder des Films wurden geschrieben von Jeanine Tesori und komponiert von James Dooley, welcher die Stücke mit einem Orchester und einer Big Band gemeinsam aufnahm.
Englisch:
1. Athena’s Song – Athena (Andrea Robinson)
2. Just One Mistake – Marina Del Rey (Sally Field)
3. Jump in the Line (Shake Shake Shake Senora) – Sebastian (Samuel E. Wright)
4. I Remember – Arielle (Jodi Benson)
5. Just One Mistake reprise – Marina Del Rey (Sally Field)
6. I Will Sing – Jeannette Bayardelle

Deutsch:
1. Athenas Lied – Athena (Kerstin Heiles)
2. Ein kleiner Fehler – Marina Del Rey (Marina Köhler) & Benjamin (Patrik Schröder)
3. Tanz’ nicht allein – Sebastian (Ron Williams)
4. So wie damals – Arielle (Naomi Van Dooren)
5. Ein kleiner Fehler reprise – Marina Del Rey (Marina Köhler) & Benjamin (Patrik Schröder)
6. Tanz’ nicht allein reprise – Sebastian (Ron Williams), Fabius (Maximilian Belle), Arielle (Naomi Van Dooren) und Catfish Band (Hans Dierstein, Alexander Samimi, Wulf Dierstein und Philipp Weiss)
7. Ich sing ein Lied – (Béatrice Thomas)

## Veröffentlichung
Der Film erschien in Deutschland zunächst auf DVD und 2013 schließlich auf Blu-ray Disc, als Extra sind zwei zusätzliche Szenen dabei, Sebastian weckt die Mädchen und Arielle folgt Fabius.